# Blackwall (Tasmanien)
Blackwall ist eine kleine Stadt am Gravelly Beach westlich des Tamar River, 24 km nordwestlich von Launceston in Tasmanien, Australien. Sie liegt 221 km nördlich von Hobart. 2001 lebten dort 521 Einwohner, 2011 waren es 618. Bis 2016 sank die Anzahl der Einwohner auf 589.
Ebenso wie ihr Namensgeber, Blackwall (London) an der Themse, war auch Blackwall in Tasmanien ein Zentrum des Schiffsbaus. Das zweitgrößte, in Tasmanien im 19. Jahrhundert gebaute Schiff, die 547 Tonnen schwere Bark Harpley, wurde 1847 vom Stapel gelassen.